# Rolando Vera
Rolando Patricio Vera Rodas (Cuenca, 27 aprile 1965) è un ex mezzofondista e maratoneta ecuadoriano.

## Biografia
Rolando Vera partecipò a tre edizioni dei Giochi olimpici consecutive tra il 1988 e il 1996 e a livello mondiale arrivò decimo nei 10 000 m ai Campionati del mondo di atletica leggera 1987. Vinse numerose medaglie a livello continentale: due d'oro ai campionati sudamericani e ai Giochi bolivariani, un'altra d'oro e una d'argento ai Giochi sudamericani, ed una d'argento nei 5 000 metri ai X Giochi panamericani di Indianapolis.
Negli anni novanta Vera si dedicò prevalentemente alle corse su strada, mezze maratone e maratone, vincendo tra l'altro la maratona di Los Angeles e la maratona di Beppu-Ōita, in Giappone. Il suo miglior tempo nella maratona fu di 2h10'46", ottenuto nel 1990 nella maratona di Boston.

## Altre competizioni internazionali
1986
- Oro alla Corrida Internacional de São Silvestre ( San Paolo)

1987
- Oro alla Corrida Internacional de São Silvestre ( San Paolo)

1988
- Oro alla Corrida Internacional de São Silvestre ( San Paolo)

1989
- 5º in Coppa del mondo ( Barcellona), 10000 m piani - 28'11"19
- Oro alla Corrida Internacional de São Silvestre ( San Paolo)

1990
- Bronzo alla Maratona di Boston ( Boston) - 2h10'46"

1994
- 9º alla Maratona di Londra ( Londra) - 2h11'15"
- Argento alla Chihuahua Half Marathon ( Chihuahua) - 1h00'53"
- Oro alla Parelloop ( Brunssum) - 28'16"

1995
- Oro alla Chuncheon Marathon ( Chuncheon) - 2h11'30"
- Oro alla Maratona di Los Angeles ( Los Angeles) - 2h11'39"

1996
- 8º alla Tokyo Half Marathon ( Tokyo) - 1h01'27"

1997
- 10º alla Chuncheon Marathon ( Chuncheon) - 2h15'07"

1998
- 9º alla Maratona di Tokyo ( Tokyo) - 2h13'09"